# Kaffeposemanden
Kaffeposemanden er en dansk dokumentarfilm fra 1992 instrueret af Stine Kridal.

## Handling
En skildring om en 80-årig gammel kræmmer, som valgte et liv langt fra det som 'almindelige' mennesker kender til. Han skildres som han er i dag, ud fra de erfaringer han har gjort sig.